# Carlos Alberto Scolari
Carlos Alberto Scolari (Rosario, 16 de octubre de 1963) es un teórico de la comunicación y los medios de comunicación argentino que vive en Europa desde 1990. Actualmente reside en España. Uno de sus aportes teóricos fue la creación del término «hipermediaciones».

## Biografía
Investigador de la comunicación experto en medios digitales, interfaces y evolución del ecosistema mediático. Formado en la tradición de las teorías de los medios de comunicación masivos, desde 1990 se ha dedicado a estudiar las nuevas formas de comunicación nacidas a partir de la difusión de la World Wide Web. Ha ejercido la docencia en la Universidad Nacional de Rosario, Argentina, y en la Universidad de Vich (2002-2009) y la Universidad Pompeu Fabra (2010-), España. Ha sido profesor visitante, conferenciante y organizador de talleres en universidades de las Américas, Europa y Asia.
Algunas de sus contribuciones científicas más destacadas se han dado en la teoría de las interfacesy los procesos de interacción -donde ha integrado los modelos semióticos de Umberto Eco y Algirdas Greimas con las contribuciones cognitivas de Donald Norman, Marvin Minsky y Francisco Varela- y en las teorías de la comunicación digital interactiva, donde sus principales referencias son Jesús Martín-Barbero, Alejandro Piscitelli, Marshall McLuhan, Robert K. Logan o Lev Manovich. Durante más de una década se dedicó al estudio de las narrativas transmedia en el campo de la ficción, la no ficcióny la alfabetización (transmedia literacy). A partir de las contribuciones de la Ecología de los Medios, desde 2013 ha trabajado en el desarrollo de una teoría evolutiva del cambio mediático que retoma las contribuciones de la Historia de los Medios, la Arqueología de los Medios y otras disciplinas interesadas en las transformaciones tecnológicas; en paralelo, ha realizado contribuciones en el campo de la teoría de las mediatizaciones y los estudios de plataformas.